# المجارين (حبيش)

تعديل مصدري - تعديل

المجارين محلة تابعة لقرية الحبلة، التابعة لعزلة العارضة بمديرية حبيش إحدى مديريات محافظة إب في الجمهورية اليمنية، بلغ تعداد سكانها 33 حسب تعداد اليمن لعام 2004.